# A32 road
Die A32 road (englisch für Straße A32) ist eine 47 km lange, heute für den Verkehr weniger bedeutsame und nicht als Primary route ausgewiesene Straße, die bei Alton (Hampshire) nach Südwesten von der A31 road abzweigt und weitgehend dem Riber Meon folgend durch das Hampshire-Becken über Wickham und Fareham nach dem gegenüber von Portsmouth gelegenen Gosport verläuft. Nördlich von Fareham kreuzt sie den M27 motorway und in Fareham die A27 road.